# Шепетовский район
Шепето́вский ра́йон (укр. Шепетівський район) — административно-территориальная единица на севере Хмельницкой области Украины. Административный центр — город Шепетовка.

## География
Район в старых границах до 2020 года (площадью 1 200 км²) граничил на северо-западе со Славутским районом, на северо-востоке с Житомирской областью (Барановский район), на востоке с Полонским, на юге со Староконстантиновским, на западе с Изяславским, Славутским районами и Шепетовским горсоветом Хмельницкой области.
По территории района текут реки Белка, Дружня, Корчик, Лизновка, Поганка, Скриповка, Смолка, Хомора, Хоморец, Цветоха и другие. Через район проходят железнодорожные линии Шепетовка-Подольская—Тернополь, Шепетовка-Подольская—Староконстантинов-1, Шепетовка—Бердичев, Шепетовка—Здолбунов, Шепетовка—Новоград-Волынский-1 и автодорога Староконстантинов—Ровно—Житковичи (Беларусь) (М21).

## История
Район был образован в УССР. 23 сентября 1959 года к Шепетовскому району была присоединена часть территории упразднённого Берездовского района.
17 июля 2020 года в результате административно-территориальной реформы район был укрупнён, в его состав вошли территории:
- Шепетовского района,
- Белогорского района,
- Изяславского района,
- Полонского района,
- Славутского района,
- а также городов областного значения Шепетовка, Нетешин и Славута.

## Население
Численность населения района в укрупнённых границах — 286,5 тыс. человек.
Численность населения района в границах до 17 июля 2020 года по состоянию на 1 января 2020 года — 32 100 человек, из них городского населения — 3 467 человек (пгт Грицев), сельского — 28 633 человека.

## Административное устройство
Район в укрупнённых границах с 17 июля 2020 года делится на 18 территориальных общин (громад), в том числе 5 городских, 4 поселковые и 9 сельских общин (в скобках — их административные центры):
- Городские:
  - Шепетовская городская община (город Шепетовка),
  - Изяславская городская община (город Изяслав),
  - Нетешинская городская община (город Нетешин),
  - Полонская городская община (город Полонное),
  - Славутская городская община (город Славута);
- Поселковые:
  - Белогорская поселковая община (пгт Белогорье);
  - Грицевская поселковая община (пгт Грицев);
  - Понинканская поселковая община (пгт Понинка);
  - Ямпольская поселковая община (пгт Ямполь);
- Сельские:
  - Аннопольская сельская община (село Аннополь),
  - Берездовская сельская община (село Берездов),
  - Крупецкая сельская община (село Крупец),
  - Ленковецкая сельская община (село Ленковцы),
  - Михайлючкинская сельская община (село Михайлючка),
  - Плужновская сельская община (село Плужное),
  - Сахновецкая сельская община (село Сахновцы),
  - Судилковская сельская община (село Судилков),
  - Улашановская сельская община (село Улашановка).

### История деления района
Количество местных советов в старых границах района до 2020 года:
- 1 поселковый совет,
- 22 сельских совета.

Количество населённых пунктов в старых границах района до 2020 года:
- 1 посёлок городского типа,
- 68 сёл.